# Newtown (Missouri)
Newtown és una població dels Estats Units a l'estat de Missouri. Segons el cens del 2000 tenia 209 habitants.

## Demografia
Segons el cens del 2000, Newtown tenia 209 habitants, 86 habitatges, i 55 famílies. La densitat de població era de 322,8 habitants per km².
Dels 86 habitatges en un 36% hi vivien nens de menys de 18 anys, en un 50% hi vivien parelles casades, en un 9,3% dones solteres, i en un 36% no eren unitats familiars. En el 33,7% dels habitatges hi vivien persones soles el 14% de les quals corresponia a persones de 65 anys o més que vivien soles. El nombre mitjà de persones vivint en cada habitatge era de 2,43 i el nombre mitjà de persones que vivien en cada família era de 3,16.
Per edats la població es repartia de la següent manera: un 32,1% tenia menys de 18 anys, un 9,1% entre 18 i 24, un 26,3% entre 25 i 44, un 17,7% de 45 a 60 i un 14,8% 65 anys o més.
L'edat mediana era de 32 anys. Per cada 100 dones de 18 o més anys hi havia 86,8 homes.
La renda mediana per habitatge era de 21.250 $ i la renda mediana per família de 43.125 $. Els homes tenien una renda mediana de 23.000 $ mentre que les dones 19.625 $. La renda per capita de la població era de 13.561 $. Entorn del 3,2% de les famílies i el 10,6% de la població estaven per davall del llindar de pobresa.

## Poblacions més properes
El següent diagrama mostra les poblacions més properes.